# Fernandes Tourinho
Fernandes Tourinho är en kommun i Brasilien.   Den ligger i delstaten Minas Gerais, i den sydöstra delen av landet, 700 km sydost om huvudstaden Brasília. Antalet invånare är 3 033.
Omgivningarna runt Fernandes Tourinho är huvudsakligen savann. Runt Fernandes Tourinho är det ganska glesbefolkat, med 39 invånare per kvadratkilometer.